# World Association of Chefs Societies
Die World Association of Chefs´ Societies (WACS, auch W.A.C.S. ist zu finden; wörtl.: „Welt-Verband der Chefkoch-Vereine“; dt.: Weltbund der Kochverbände, auch „Weltkochverband“ genannt; frz.: Fédération mondiale des Sociétés de cuisiniers; span.: Asociacion Mundial de Sociedades de Cocineros) ist ein 1928 gegründetes internationales Netzwerk von nationalen Kochverbänden.

## Zielsetzung
Der Verband widmet sich der Erhaltung und der Verbesserung der kulinarischen Normen der weltweiten Küchen. Diese Ziele will er durch Ausbildung, Training und Weiterbildung seiner Mitglieder erreichen. Er sieht sich, was Essen anbelangt, als Autorität und Meinungsmacher, sowie als globale Stimme für Fragen, die sich auf den Kochberuf beziehen. Motto: “WACS, the global authority on food” (deutsch: „WACS, die globale Autorität für Essen“).

## Geschichte
Ende des 19. Jahrhunderts wurden Kontakte zwischen verschiedenen Kochverbänden hergestellt (beispielsweise: Internationaler Verband der Köche Deutschlands, UH-Sektionen außerhalb der Schweiz, Verband der Köche Österreichs). Im Jahre 1919 wurde in Genf das internationale Arbeitsamt eröffnet. Im Jahre 1920 gab es dann erste Kontakte zur Gründung eines Weltbundes, wobei Schweizer Köche dabei sehr aktiv waren und eng eingebunden die Österreichischen und Deutschen Köche. Im Mai 1920 wurde auch der Schweizer Kochverband gegründet. Vom 11. – 14. Oktober 1928 kam es schließlich zum Gründungskongress an der Sorbonne in Paris, bei der 65 Delegierte aus 17 Ländern teilnahmen, die 36 nationale und internationale Verbände repräsentierten. Auguste Escoffier wurde bei dieser Konferenz zum ersten Ehrenpräsidenten ernannt.
Bei Ausbruch des Zweiten Weltkrieges wurde der Kontakt zwischen den Mitgliedern eingestellt. Das Vereinsvermögen betrug vor dem Krieg 50.000 Goldfranken und nach dem Krieg 50 Schweizer Franken. Im Jahre 1949 wurde der Weltbund durch den Sekretär des Schweizer Kochverbandes (SKV) W. Salzmann und Schweizer Köche in Genf reanimiert.
Seit damals findet alle zwei Jahre ein internationaler WACS-Kongress statt, der einen regelmäßigen Höhepunkt der kulinarischen Welt darstellt. Bisher wurde er in 38 verschiedenen Städten abgehalten. Beim Kongress im Jahre 1962 wurde beschlossen, dass der Tresorier des Weltbundes immer ein Mandat des Schweizer Kochverbandes sei, und dass das Weltbundvermögen bei einer Schweizer Bank anzulegen ist, unbeachtet welcher Landesverband das Präsidium innehat. Am 32. WACS-Weltkongress 2006 wurde der Name von World Association of Cooks Societies in World Association of Chefs Societies geändert und damit einhergehend ein neues Logo eingeführt. 2016 gab es ein Rebrand und der Name wurde modernisiert und mit World Chefs in der Organisation ergänzt und findet derzeit mehr Verwendung wie WACS.
Im Jahre 2006 waren mehr als 70 Nationen vertreten. Im Jahre 2018 waren 94 offizielle Kochverbände Mitglied, die weltweit über 10 Millionen Berufsköche repräsentieren.

## Organisation
Die WACS wird von einem gewählten Präsidium geleitet. Es besteht aus dem Präsidenten (president), dem Vizepräsidenten (vice president), dem Schatzmeister (treasurer), dem Generalsekretär (secretary general) und dem Botschafter/Ehrenpräsident (ambassador honourary president). Der Vorsitz wird alle vier Jahre üblicherweise von einem anderen nationalen Verband übernommen, der dadurch den Präsidenten stellt.
Neben dem Präsidium besteht ein Gremium aus Kontinentaldirektoren (continental directors), die für fünf Weltbereiche (Asien, Europa, Afrika, Pazifik, Nord- und Südamerika) verantwortlich sind. Drei weitere Gremien sind für verschiedene Sachbereiche zuständig: Das Culinary Competitions Committee beschäftigt sich mit den internationalen Kochbewerben. Daneben gibt es noch das Education Committee und das Marketing and Communication committee. Zusätzlich gibt es diverse weitere Untergremien.
Die offiziellen Sprachen der Vereinigung sind Englisch, Französisch, Deutsch und Spanisch. Die offizielle Geschäftssprache der WACS ist Englisch.
Die Mitglieder sind nationale Kochverbände. Jedes Land ist durch einen Kochverband repräsentiert, welcher nationale Bedeutung haben muss. Nur solche Mitglieder haben Stimmrechte. Einzelpersonen sind durch ihre Mitgliedschaft bei nationalen Organisationen Mitglieder. Ist eine nationale Organisation einige Zeit inaktiv kann die Mitgliedschaft an eine andere Organisation vergeben werden. Zusätzlich gibt es weitere Mitgliedschaften, für die man Mitgliedsbeitrag zahlt und dafür verschiedene Informationen und Unterstützungen bekommt. Bis zu einer Dauer von fünf Jahren können etwa in Gründung befindliche nationale Organisationen angeschlossene Mitglieder (Affiliate Members) werden. Verbundene Mitglieder (Associate Members) kommen aus branchenverbunden Vereinigungen. Körperschaftsmitglieder (Corporate Members) sind Firmen, Gesellschaften, Gastronomieschulen und ähnliches. Einzelpersonen, die bedeutendes für die Organisation geleistet haben können zu Ehrenmitgliedern ernannt werden.

## Konferenzen
| Nr. | Jahr | Ort               | Land                         | Vorsitz geht an    | Bemerkung |
| --- | ---- | ----------------- | ---------------------------- | ------------------ | --- |
| 1   | 1928 | Paris             | Frankreich                   | –                  | Gründungsversammlung an der Sorbonne, erster Ehrenpräsident wird Auguste Escoffier |
| 2   | 1930 | Paris             | Frankreich                   | –                  | |
| 3   | 1936 | Nizza             | Frankreich                   | –                  | |
| 4   | 1949 | Genf              | Schweiz                      | –                  | Reanimierung des Weltbundes |
| 5   | 1951 | Frankfurt am Main | Deutschland (BRD)            | Schweiz            | erste Internationale Kochkunst Ausstellung (IKA) nach dem Krieg |
| 6   | 1954 | Bern              | Schweiz                      | –                  | Kongress während der Hospes |
| 7   | 1956 | Frankfurt am Main | Deutschland (BRD)            | Österreich         | |
| 8   | 1958 | Brüssel           | Belgien                      | –                  | Kongress während der Weltausstellung; Schlussresolution: Öffnung der Möglichkeiten, den Kochberuf in allen Ländern auszuüben; Obligatorische Kochlehre mit entsprechendem staatlichem Abschluss; Austausch junger Köche zu fördern |
| 9   | 1960 | Wien              | Österreich                   | Deutschland        | |
| 10  | 1962 | Stockholm         | Schweden                     | –                  | |
| 11  | 1964 | Frankfurt am Main | Deutschland (BRD)            | Schweiz            | auch IKA |
| 12  | 1966 | Tel Aviv          | Israel                       | –                  | |
| 13  | 1968 | Genf              | Schweiz                      | Österreich         | 40-jähriges Bestehen wird gefeiert |
| 14  | 1970 | Budapest          | Ungarn                       | –                  | |
| 15  | 1972 | Frankfurt am Main | Deutschland (BRD)            | Deutschland        | auch IKA |
| 16  | 1974 | Banff (Alberta)   | Kanada                       | –                  | erste Kongress auf einem anderen Kontinent; Émile Perrin wird zum Ehrenpräsidenten gewählt |
| 17  | 1976 | Frankfurt am Main | Deutschland (BRD)            | Frankreich         | Als Austragungsort wäre Rotterdam geplant gewesen |
| 18  | 1978 | Paris             | Frankreich                   | –                  | sehr wenig Teilnehmer |
| 19  | 1980 | Rom               | Italien                      | Kanada             | |
| 20  | 1982 | Wien / Budapest   | Österreich / Ungarn          | –                  | |
| 21  | 1984 | Orlando (Florida) | Vereinigte Staaten           | Kanada             | Kongress im Walt Disney World Resort |
| 22  | 1986 | Ljubljana         | Jugoslawien                  | –                  | |
| 23  | 1988 | Johannesburg      | Südafrika                    | Deutschland        | Feier des 60-jährigen Bestehen |
| 24  | 1990 | Singapur          | Singapur                     | –                  | mit Ausstellung Food + Asia |
| 25  | 1992 | Frankfurt am Main | Deutschland                  | Vereinigte Staaten | mit IKA |
| 26  | 1994 | Stavanger         | Norwegen                     | –                  | |
| 27  | 1996 | Jerusalem         | Israel                       | Südafrika          | |
| 28  | 1998 | Melbourne         | Australien                   | –                  | Feier des 70-jährigen Bestehen |
| 29  | 2000 | Maastricht        | Niederlande                  | Deutschland        | |
| 30  | 2002 | Kyōto             | Japan                        | –                  | |
| 31  | 2004 | Dublin            | Irland                       | Vereinigte Staaten | |
| 32  | 2006 | Auckland          | Neuseeland                   | –                  | |
| 33  | 2008 | Dubai             | V.A.E.                       | Island             | |
| 34  | 2010 | Santiago de Chile | Chile                        | –                  | |
| 35  | 2012 | Daejeon           | Südkorea                     | wird vergeben      | |
| 36  | 2014 | Stavanger         | Norwegen                     | –                  | |
| 37  | 2016 | Thessaloniki      | Griechenland                 | –                  | Präsident und Vorsitz wurden gewählt |
| 38  | 2018 | Kuala Lumpur      | Malaysia                     | –                  | Feier des 90-jährigen Bestehen |
| 39  | 2020 | Ausgefallen       | Ausgefallen                  | –                  | Ausgefallen wegen den weltweiten Covid Maßnahmen (Nur Online Versammlung) |
| 40  | 2022 | Abu Dhabi         | Vereinigte Arabische Emirate | –                  | |
| 41  | 2024 | Singapur          | Singapur                     | –                  | Präsident und Vorstandsbord der Direktoren wurden gewählt |
| 42  | 2026 | Newport           | Wales                        | –                  | 16.–19. Mai 2026 im ICC Center Wales Kongress & Expo |
| 43  | 2028 | Paris             | Frankreich                   | –                  | Feier des 100-jährigen Bestehen in der Gründungsstadt und Nation |